# Duilio Brignetti
Duilio Brignetti (* 17. August 1926 in Marciana Marina; † 7. Februar 1993 in Rom) war ein italienischer Moderner Fünfkämpfer.
Brignetti nahm an den Olympischen Sommerspielen 1948 in London teil, wo er den 25. Rang belegte. Vier Jahre später bei den Spielen von Helsinki wurde er im Einzelwettkampf 33. und belegte in der Mannschaftswertung mit Italien Rang 11.
Bei den Weltmeisterschaften 1950 in Bern gewann Brignetti Silber im Einzel und Bronze mit der Mannschaft.